# Burgess Abernethy
Burgess Abernethy (Gold Coast, 21 de fevereiro de 1987) é um ator australiano, que atuou em diversas áreas, como:" H2O: Just Add Water", onde interpreta Zane, o bad boy e interesse amoroso de uma das protagonistas(Rikki) Permaneceu na série todas as temporadas (entre 2006 e 2009/2010). Continuou a entrar em mais séries televisivas de renome na Austrália, como: "Home and Away", onde participam os seus colegas de elenco na 3ª temporada de "H2O: Just Add Water", Indiana Evans e Luke Mitchell; "Blue Water High", protagonizado pelo seu par, também em "H2O: Just Add Water", Cariba Heine; e "All Saints".  Veio de Gold Coast, Queensland, Austrália. Começou a sua carreira de ator aos 13 anos com uma participação na série televisiva "Beat Beat Master". Quanto a nível pessoal, consta um relacionamento com a modelo australiana Jordan Jordan Loukas, mas também já namorou com a atriz australina Cariba Heine, que conheceu enquanto gravava H2o: Just add water.

## Filmografia

### Séries de televisão
| Ano         | Série                              | Personagem          | Notas                   |
| 2006 - 2010 | H2O: Just Add Water                | Zane Bennett        | 49 episódios            |
| 2007 - 2008 | Home and Away                      | Sean Evans          | 3 episódios             |
| 2008        | Blue Water High                    | Repartidor de Pizza | 1 episódio              |
| 2008        | All Saints                         | Tom Bishop          | 1 episódio              |
| 2010        | Dance Academy                      | Ollie               | 1 episódio              |
| 2011        | Crownies                           | Brent Smith         | 1 episódio              |
| 2015        | Peter Allen: Not the Boy Next Door | Neal Peters         | 2 episódios (Minisérie) |

### Filmes
| Ano  | Título  | Personagem | Notas        |
| ---- | ------- | ---------- | ------------ |
| 2009 | Grace   | Jovem      | Cortometraje |
| 2013 | Mirrors | Burgess    | Cortometraje |